# David Frankfurter
David Frankfurter (Daruvar, 9. srpnja 1909. – Ramat Gan, Izrael, 19. srpnja 1982.), hrvatski židov poznat po atentatu na Wilhelma Gustloffa, vođu švicarskog ogranka Nacionalsocijalističke njemačke radničke stranke (NSDAP).

## Životopis

### Podrijetlo, obitelj i školovanje
David Frankfurter je rođen 9. srpnja 1909. godine u židovskoj obitelji daruvarskog rabina Mavre Frankfurter i supruge mu Rebekke (Rivke) Figel. David je bio boležljivo dijete, bolovao je od upala pokosnice, te je do svoje 23. godine života imao šest operacija. Liječnici su se bojali da neće doživjeti prosječan životni vijek. 1914. godine David je s obitelji preselio iz Daruvara u Vinkovce, gdje mu je otac postavljen za rabina Židovska općina Vinkovci. David je u Vinkovcima završio pučku školu, te 1929. godine gimnaziju s dobrim uspjehom. Otac, sada vinkovački nadrabin, ga je nakon srednjoškolske mature poslao u Njemačku na studij stomatologije. Najprije je studirao u Leipzigu, a 1931. se preselio u rodni grad svojih predaka, Frankfurt am Main.

### Atentat na Wilhelma Gustloffa
Za vrijeme studija u Njemačkoj, David je svjedočio usponu nacionalsocijalizam i dolasku NSDAP-a na vlast. Samim time bio je svjedokom iniciranja protužidovskih mjera diljem Njemačke. U srpnju 1933. godine se, zbog situacije u Njemačkoj, preselio u švicarski Bern gdje je nastavio studij. Tamo se među švicarskim Nijemcima isto počeo razvijati nacistički pokret kojeg je predvodio Wilhelm Gustloff, iz Davosa. Sam Gustloff je u Švicarskoj odobrio štampanje Protokola Sionskih mudraca. 1936. godine, ne mogavši više trpjeti uvrede, ponižavanja i napade na svoj narod, na kojeg je bio jako ponosan, David je kupio pištolj u Bernu i zaputio se u Davos. 4. veljače 1936. stigao je u Davos gdje je lako pronašao Gustloffovu adresu pošto je bila izlistana u telefonskom imeniku. Gustloffova supruga, Hedwig Gustloff, pustila je Davida u kuću i uputila ga u radnu sobu da tamo pričeka Gustloffa koji je u tom trenutku bio na telefonu. Kada je Gustloff ušao u radnu sobu, David je sjedio nasuprot slici Adolfa Hitlera koja je visjela na zidu. David se potom Gustloffu predstavio kao židov te ga je ustrijelio pet puta u glavu i vrat. Nakon ubojstva otišao je do susjedne kuće gdje je zatražio telefon, kojim je potom nazvao policiju i priznao ubojstvo. Odmah poslije zaputio se u policijsku stanicu gdje je mirno ispričao što se dogodilo. Atentat na Wilhelma Gustloffa je odjeknuo Europom zahvaljujući nacističkoj propagandi i Josephu Goebbelsu. No, Hitler je zabranio odmazdu nad židovima zbog zimskih i ljetnih olimpijskih igara, bojeći se međunarodnog bojkota igara na kojima je želio pokazati veličinu nacističkog pokreta. Gustloffovo ubojstvo je kasnije upotrebljeno za širenje mržnje prema židovima i propagandu uoči Kristalne noći 1938. godine. Iako je ubojstvo Wilhelma Gustloffa bilo relativno dobro prihvaćeno među većinski anti-nacistički nastrojenim Švicarcima, švicarske vlasti su Davidu Frankfurteru sudile strogo ponajprije zbog zabrinutosti oko švicarskog statusa neutralnosti. Za atentat na Gustolffa, David Frankfurter je bio osuđen od švicarskog suda na 18 godina zatvora. Otac mu je posijedio preko noći čuvši za atentat. Posjetio je Davida u zatvoru i upitao ga " … kome je ovo zapravo koristilo?" 1941. godine, u vrijeme Wehrmachtove okupacije Vinkovaca, Davidov otac je bio prislijen stajati na stolu dok su mu njemački vojnici pljuvali u lice, čupali dlake iz njegove duge brade i tukli ga kundacima. Oca su mu kasnije deportirali u Sabirni logor Jasenovac gdje je 1942. i skončao.

### Nakon Drugog svjetskog rata i život u Izraelu
Pred kraj Drugog svjetskog rata, 27. veljače 1945. godine, David Franfurter je zatražio oprost. Pušten je iz zatvora 1. lipnja 1945. uz uvjet da mora platiti sudske i restitucijske troškove. Nakon puštanja iz zatvora bio je protjeran iz Švicarske te se nakon toga zaputio u Palestinu u koju je ilegalno ušao. Ondje se s nastankom Izraela zaposlio u Ministarstvu obrane. Postao je časnikom izraelske vojske. Do 1982. živio je i radio u nekoliko izraelskih gradova. David je kasnije bio izabran za počasnog građanina Švicarske, u Izraelu je bio slavljen kao heroj, a nakon njegove smrti u nekoliko gradova su ulice i parkovi dobili njegovo ime. David Frankfurter umro je u izraelskom gradu Ramat Ganu, 19. srpnja 1982. godine.

### Ostavština
O atentatu na Wilhelma Gustloffa je napisano nekoliko knjiga. Još 1936. godine, poznati svjetski pisac Emil Ludwig je u New Yorku objavio knjigu pod naslovom "The Davos Murder". Sam David Frankfurter je, uz pomoć jednog novinara, u Izraelu objavio autobiografsku knjigu "Osveta" (Rache), koja je 1984. proširena pod novim naslovom "Prvi borac protiv nacizma". 1974. u Švicarskoj je snimljen i dokumentarni film "Konfrontation", koji je režirao Rolf Lissi.